# Тржиште капитала
Тржиште капитала (енгл. Capital Market) је део финансијског тржишта на коме се врши продаја и куповина хартија од вредности, односно дугорочних финансијских инструмената, чији је рок доспећа преко годину дана.
Најзначајније хартије од вредности су акције, које практично немају рок доспећа, већ се позајмљивање новца врши докле год постоји акционарско друштво и дугорочне обвезнице, које предузеће издаје када му је потребан туђ новац на дуже време. Према пореклу хартија од вредности са којима се тргује, тржиште капитала може бити примарно и секундарно.

## Примарно тржиште капитала
Примарно тржиште капитала подразумева прву емисију дугорочних хартија од вредности и њихову прву куповину. Купопродаја се може обављати директно између издаваоца (еминента) и купца (инвеститора) или преко посредника. Учесници примарног тржишта капитала су издавалац хартије од вредности, купац и посредник. Од посредника су најзначајније банке, које могу обављати посао емисије финансијских инструмената и такође могу да откупе део ефекта или да их узму у комисион, у каснијој продаји. Пласман финансијских инструмената може се вршити приватно или јавно. Приватни пласман подразумева директну продају инвеституру, при чему се заобилази отворено тржиште.
Предузеће које издаје хартије од вредности долази до капитала, само на примарном тржишту, односно када се оне први пут продају.

## Секундарно тржиште капитала
Секундарно тржиште капитала служи за препродају, односно сваку даљу купопродају већ емитованих дугорочних финансијских инструмената на примарном тржишту. Ово тржиште власнику хартија од вредности пружа могућност да у сваком тренутку дође до готовог новца, при чему се мења власник хартија од вредности, док издавалац има обавезе само према тренутном власнику.
Лица која купују хартије од вредности на примарном тржишту, издаваоцу неће платити већу суму од оне за коју сматра да их може постићи на секундарном тржишту.
Секундарно тржиште капитала се може обављати:
- на берзи капитала. Постоји одређени простор на коме се обавља трговина, према строгим правилима, које утврђује сама берза, при чему тржишни материјал пролази кроз одређене процедуре провере. Осим тога, у свакој земљи постоји врховна контролна и регулаторна институција, која се стара о стабилности тржишта хартија од вредности и о заштити инвеститора.[4]
- ван берзе, при чему ванберзанско тржиште може бити
  - организовано посредством мреже дилера, на различитим локацијама, повезаних међусобно електронским путем.
  - неорганизовано или спонтано, ван берзе. Купци и продавци могу да контактирају директно или преко посредника, редовно или спорадично.[2]

## Показатељи развоја тржишта капитала
Зависно од мере у којој финансијско тржиште капитала представља спољашњи извор финансирања привредне активности, оно може имати различит значај у различитим земљама. Развијеност тржишта капитала могуће је мерити коришћењем одговарајућих показатеља:
- величина
- активност
- ефикасност
- стабилност

Тржиште капитала је сегмент економије који најпре детектује и реагује на економску кризу, много раније него што се криза осети у реалној сфери економије. Криза утиче на пад ликвидности финансијских инструмената, који су предмет трговања на берзи, а готово све инвестиције подразумевају неизвесност и одређен степен ризика.

### Показатељ величине тржишта капитала
Показатељ величине тржишта капитала се процењује коришћењем комбинације показатеља величине тржишта акција и тржишта обвезница. Величина тржишта акција представља удео тржишне капитализације у бруто домаћем производу (БДП). Она је једнака односу укупне тржишне вредности листираних акција и номиналне вредности бруто домаћег производа (БДП). Величина тржишта обвезница приказује се помоћу два одвојена показатеља: удела недоспелих корпоративних обвезница у БДП-у и удела државних обвезница у БДП.
Збир удела (коефицијената) тржишта акција и тржишта обвезница у БДП-у се користи за упоредну анализу релативне величине тржишта капитала различитих земаља. У периоду 2008–2010 године просечна вредност овог коефицијента на светском нивоу је износила 131%, док се њена вредност за појединачне земље кретала од 0,4% до 533%. У земљама са развијеном економијом просечна вредност величине тржишта капитала је износила 151%, а за земље у развоју око 76%.

### Показатељ активности тржишта капитала
Показатељ активности тржишта капитала представља однос вредности промета акцијама и БДП-а. Овај показатељ је комплементаран са показатељем величине тржишта акција, с обзиром да велико али неактивно тржиште има високу капитализацију, али може имати обим промета, док мало тржиште може бити активно, односно ликвидно.
Ликвидност представља лакоћу претварања инвестиција у готовину када је то потребно. Основни услов ликвидности тржишта капитала је постојање великог броја купаца и продаваца на тржишту. Ликвидност зависи од дубине финансијског тржишта, која се исказује као однос ликвидне имовине финансијског система у односу на БДП. Између реалног БДП–а по становнику и мере дубина финансијског тржишта постоји јака веза. Истраживање је показало да становништво најбогатијих земаља поседује око две трећине годишњег дохотка у ликвидној имовини, док у најсиромашнијим земљама, само једну четвртину.

### Показатељ ефикасности тржишта капитала
Показатељ ефикасности тржишта капитала представља однос промета и тржишне капитализације. Он говори о томе колики је обрт промета, односно колико пута су акције промениле власника. Овај коефицијент је познат и под називима „рацио обрта”, „брзина промета“ или „рацио ликвидности”. Мало, али ликвидно тржиште акција остварује релативно велику брзину обрта, док велико, али мање ликвидно тржиште има релативно мању брзину обрта. Просечна брзина обрта је различита код различитих земаља и њена вредност се креће од 0,3% до 343%. За развијене земље она у просеку износи 218%, док њена просечна вредност у земљама у развоју износи 127%.
За мерење ефикасности тржишта акција, поред брзине обрта, се користи и такозвани купопродајни распон (енгл. bid-ask spread). Он представља разлику између највише цене коју је купац спреман да плати и најниже цене по којој је продавац спреман да прода. Мали купопродајни распон је директна последица високог степена ликвидности.

### Показатељи стабилности тржишта капитала
Степен (не)стабилности тржишта капитала може се мерити на више начина:
- волатилност индекса цена акција представља стандардну девијацију индекса суверених обвезница у односу на годишњи просек тог индекса.[9] Један је од индикатора ризика. Што је волатилност финансијског инструмента виша, већа је и његова ризичност.[10]
- коефицијент асиметрије мери начин распореда узорака у односу на њихову просечну вредност. Често се тумачи као вероватноћа појаве нестабилности. По правилу може бити симетричан (позитиван) и асиметричан (негативан). Негативна вредности говоре о негативним одступањима стварног од очекиваног приноса.[10]
- однос цене и зараде по акцији. Рачуна се за појединачне акције и као просек за акције у саставу одређеног берзанског индекса. Висок вредност овог коефицијента говори о квалитетним и успешним компанијама.[10]
- просечан рок доспећа хартије од вредности да би се у потпуности повратио уложени капитал. У пракси се  мери осетљивост дужничких хартија на вредност каматне стопе, с обзиром да се осетљивост цена повећава у складу са растом времена доспећа, а да се цео дуг не наплаћује у истом тренутку.[10]